# Kurt Haubold von Einsiedel
Kurt Haubold von Einsiedel (* 16. Oktober 1825  in Großenhain; † 12. September 1886 in Dresden) war ein sächsischer Generalleutnant.

## Leben

### Herkunft
Kurt Haubold entstammte dem 2. Zweig Prießnitz des meißnischen Uradelsgeschlecht derer von Einsiedel. Er war Sohn des sächsischen Generalmajors Kurt Heinrich von Einsiedel (1783–1860) und dessen Ehefrau Ferdinande Reiniger (1798–1880). Kurt Haubold hatte drei Geschwister, nämlich die Schwestern Therese und Helene sowie der 1870 gefallene Hauptmann Hans Haubold.

### Karriere
Kurt Haubold von Einsiedel trat 1841 in das Kadettenhaus der sächsischen Armee ein und wurde nach langjähriger Erziehung am 1. Januar 1844 als Portepeejunker dem 1. Linien-Infanterie-Regiment ″Prinz Albert″ übergeben. Am 24. Dezember 1844 avancierte er zum Leutnant unter gleichzeitiger Versetzung in das III. Bataillon des Leib-Infanterie-Regiments. Am 28. Mai 1849 avancierte er zum Oberleutnant und kam zum 13. Infanterie-Bataillon, wonach er die nächsten 10 Jahre in dieser Eigenschaft verblieb. Nachfolgend stieg er 1859 zum Hauptmann auf und wurde Führer der 1. Kompanie des 15. Bataillon. Nach Ausbruch des Krieges gegen Preußen führte er seine Kompanie an der Schlacht von Königgrätz bei der Erstürmung und Wegnahme der Fasanerie bei Nieder-Prschim. Zusammen mit zwei weiteren Kompanien gelang es fast gleichzeitig den Damm und die östliche Lisiere der Fasanerie unter lebhaftem Gewehrfeuer der Preußen zu nehmen. Für diese Verdienste wurde er mit dem Ritterkreuz des Militär-St.-Heinrichs-Ordens ausgezeichnet. Nach der Niederlage des Königreich Sachsen und anschließender Neuorganisation der sächsischen Armee wurde er am 8. März 1867 zum Major und Bataillonskommandeur des III. Bataillons des Infanterie-Regiment „König Ludwig III. von Bayern“ (3. Königlich Sächsisches) Nr. 102 ernannt. Nach Ausbruch des Krieges gegen Frankreich führte er sein Bataillon an die Front und wurde mit dem Eisernen Kreuz II. Klasse sowie dem Ritterkreuz des sächsischen Verdienstordens ausgezeichnet.
Nach Kriegsende stieg er am 28. August 1871 zum Oberstleutnant auf. Nach weiterer Beförderung zum Oberst am 25. April 1873 wurde er Regimentskommandeur des Infanterie-Regiment „Kronprinz“ (5. Königlich Sächsisches) Nr. 104 und kommandierte dieses bis 1875, wonach er Regimentskommandeur des 1. Königlich Sächsischen Leib-Grenadier-Regiment Nr. 100 wurde. 1878 wurde er á la suite des Regiments gestellt und zum Führer der 2. Infanterie-Brigade Nr. 46 ernannt, wobei er am 1. November 1879 zum Generalmajor befördert wurde und als Brigadier bestätigt wurde. Am 6. Juli 1883 wurde er aufgrund einer Krankheit unter Genehmigung seines Abschiedsgesuches zur Disposition gestellt und mit dem Charakter eines Generalleutnants ausgezeichnet.

### Familie
Kurt Haubold heiratete am 26. Juni 1854 in Pillnitz Jakobine von Einsiedel (1829–1900). Aus der Ehe entstand ein Sohn, Alexander Witticho von Einsiedel.